# Famille Cunimondinghi
La famille Cunimondinghi (que l'on retrouve aussi comme Cunimundinghi ou Cunemondinghi) est une famille noble italienne de Toscane ayant concentré beaucoup de pouvoirs dans la région de Lucques et en Garfagnana du VIIIe siècle au XIe siècle. Ils occupèrent les charges d'évêques de Lucques et de Luni, et furent seigneurs de très nombreux fiefs dans la région.

## Origine
Les Cunimondinghi semblent être une des nombreuses familles lombardes qui, au Haut Moyen Âge, s'établirent dans le nord de l'Italie en provenance de la Germanie. Le théologue et historien Eugenio Gamurrini (it) rapporte ainsi leur ascendance légendaire : les Cunimondinghi seraient les descendants d'un noble appelé Fermuso, fils de Ghiso, fils de Talerperiano. Ce Talerperiano aurait été évêque de Lucques entre 713 et 729. On compte parmi ses descendants ses neveux Jacopo et Giovanni, qui furent tous deux évêques de Lucques, ainsi que de nombreuses autres familles nobles de la région dont les Antelminelli, avec à leur tête le duc Castruccio Castracani,.
Gamurrini rapporte également le nom du père de Talerperiano selon la tradition de la région : le noble Gundualdo. Ce dernier aurait été un des frères du roi lombard d'Italie Perthari, et ainsi le fils du roi Aripert Ier qui régna de 653 à 661, faisant des Cunimondinghi une branche cadette de la dynastie royale des Agilolfing,.

## Histoire

### Les premiers Cunimondinghi
L'ancêtre des Cunimondinghi semble être un certain Cunimundo Ier dont on retrouve les traces entre 759 et 785. Il aurait été le père d'un Cunimundo II et le grand-père d'un Peredeo, ou Periteo. Ce Periteo sera lui-même le père de Teudilascio qui sera successivement diacre, archidiacre et chapelain impérial avant d'être nommé évêque de Luni entre 837 et 867. Il aura également un second fils, le magistrat Cunimundo III, père de Cunimundo IV.
Il semble que Cunimundo IV résidait dans la région de Bagni di Lucca et Piazza al Serchio, où sa famille possédait plusieurs terres et églises, et qu'il reçut le titre de seigneur de Castelvecchio et de Sala en 883. Il aurait eu quatre fils : Gherardo, Rodilando Ier, Sigifredo et Inghifredo.

### Apogée
Les Cunimondinghi atteignent leur apogée avec les fils et les petits-fils de Cunimundo IV qui dirigèrent la région de Lucques et la Garfagnana au Xe siècle et XIe siècle. Une des filles de Gherardo de Cunimundo IV épousa Sichelmo de'Sismundinghi, un noble lombard appartenant à la famille des vicomtes des Lucques, et ils furent les ancêtres des seigneurs d'Uzzano, Vivinaia et Montechiari, tandis que Sigifredo de Cunimundo IV sera le père de Cunimundo Cunizio, seigneur de Corfigliana en 997.
Rodilando Ier de Cunimundo IV fut quant à lui à l'origine d'un très nombreuse descendance. On compte parmi ses fils le religieux Corrado, qui fut évêque de Lucques de 935 à 964, mais aussi Giovanni, premier seigneur de Loppia en 982 et ancêtre de la famille des Rolandinghi qui régnèrent sur les seigneuries de Loppia, Barga, Coreglia. Enfin, Rodilando Ier eut aussi un dernier fils, Gottifredo, qui devint comte de San Michele et Castelvecchio. Du fils aîné de ce comte Gottifredo descendent les De'Nobili, qui conservèrent le titre de comtes de San Michele et Castelvecchio jusqu'en 1110, tandis que de son fils cadet Gherardo, seigneur de la Verrucola dès 991, descend la famille des Gherardinghi. Ces derniers, qui résidaient dans la forteresse de la Verrucole, furent à la tête d'une importante cour nobiliaire dans les siècles qui suivirent et dirigèrent plusieurs révoltes contre la République de Lucques.
Enfin, Inghifredo de Cunimundo IV épousa une certaine Burga et fut le père de Gherardo II, évêque de Lucques. Gherardo II, à une époque où les prêtres étaient autorisés à avoir des enfants, épousa Cuniperga della Cunizia et fut le père de Sigifredo. Il devint ainsi l'ancêtre des Suffredinghi, seigneurs d'une dizaine de villages à travers la Garfagnana, pour la plupart aujourd'hui disparus, dont Anchiano, Cune, Chifenti, Motrone, Oneta, Fornoli, Corsagna, Puticiano et Rocca di Mozzano.

## Pour approfondir